# Cucullia virgaureae
Cucullia virgaureae är en fjärilsart som beskrevs av Jean Baptiste Boisduval 1840. Cucullia virgaureae ingår i släktet Cucullia och familjen nattflyn. Inga underarter finns listade i Catalogue of Life.